# ビームライフル
ビームライフル (beamrifle, BR) は、小銃型の射撃競技用光線銃である。日本ライフル射撃協会が監修し、興東電子がキセノンランプを用いてエアライフル仕様に準拠して開発した。エアピストルに準拠した拳銃型のビームピストル (BP) （en:Laser pistol (sport)）もある。NECパーソナルプロダクツがレーザーを使いるデジタル銃器（デジタル・シューティング・システム、DSS）を開発し、デジタルライフル (DR) とデジタルピストル (DP) と称して「ビームライフル」競技で用いる。

## 歴史
銃規制の厳しい日本のために日本ライフル射撃協会が開発を推めた。実弾を使った銃と異なり資格や免許などが不要で、身近な射撃スポーツやライフル射撃の入門として普及が図られた。
国民体育大会の種目として1975年（昭和50年）の第30回大会から採用され、30年以上使用されて射撃選手育成にも効奏したが、2011年（平成23年）の第66回大会で成年種目のビームライフル・ビームピストルが廃止となり、少年種目のみとなった。ビームピストルは、レーザーを用いるDSSによるデジタル射撃方式へ移行している。
DSSは日本ライフル協会がNECパーソナルプロダクツと共同開発して2002年（平成14年）に導入が始まった。部品調達の困難から2007年（平成19年）に生産停止したが、2017年（平成29年）開催予定の第72回大会までビームピストル競技で使用継続する。日本ライフル射撃協会はデジタル射撃と称し、競技普及を目的とした「デジタル会員」制度も導入している。
銃弾の鉛による環境汚染防止や銃規制が厳しい国で若年者へ普及などを考慮して国際近代五種連合 (UIPM) は、2010年（平成22年）に近代五種競技でエアピストルに代替してレーザーピストルの導入を決定し、精密な命中判定が可能となり、競技が深化すると説明している。オリンピックは、2012年（平成24年）ロンドンオリンピックで初めて導入した。

## 仕様
ビームライフルの銃本体は光線銃であること以外はエア・ライフルの仕様に準じたものを使用する。重量は4.5 - 5kgが一般的だが低年齢の入門者仕様として重量3.0kgのものもある。発射する光線はレーザーではなくキセノンランプの発光で、カメラのフラッシュ発光により判定装置が誤作動を起こす可能性があり、競技規則には観客のフラッシュ付きカメラの取り扱いに関する規定等がある。ビームピストルの仕様は、エアピストルに準じる。
銃のほか、光検出器により命中判定を行う標的装置や、着弾位置の表示や模擬銃声の発音を行うディスプレイ装置、競技結果を出力するプリンターなどの周辺機器が競技機材として必要である。各装置はLAN接続してパソコンで集計する。より簡易な練習用のセットもある。
デジタル銃器の競技機材は、赤外線レーザーを発射するデジタルライフル、デジタルピストルのほか、デジタル標的とパソコンが基本構成である。

## 使用・競技
ビームライフル競技は基本的に国際射撃連盟（ISSF）競技規則のライフル射撃に準拠して行われる。標的の大きさは、エア・ライフルの7号標的（現在のARは9号標的）に準じており、10点圏の大きさが1mmあることが、エア・ライフル競技と異なる（9号標的では0.5mm）。射撃姿勢は、立射 (standing) と肘射 (table) があり、2姿勢の複合種目 (2P) もある。
エア・ライフルを教習銃として使用する場合は、当該銃の所持者が学生コーチなどの公認資格を所有していなければならないが、ビームライフルは銃器に公安委員会の許可が不要でコーチ資格も不要である。指定射撃場の認可も不要で、10mの射程さえ確保されていれば一般の体育館や公民館を使用できるため、ジュニアを対象とする普及イベントの競技が行われている。
日本ライフル射撃協会は競技規則の「安全規定」において「銃器の安全な取り扱いは、エア・ライフル等となんら変わらない……」としており、射撃時以外の銃口カバーの実施や、標的以外の方向への照準禁止など「光線銃といえども玩具銃ではなく、実際の銃である自覚を持つ」事を競技者に啓発している。